# カルチャー (ROUAGEのアルバム)
『カルチャー』は、ROUAGEのベスト・アルバム。1999年3月17日発売。マーキュリー・ミュージックエンタテインメント（現・ユニバーサルミュージック）よりリリース。

## 解説
バンド初となる、1994年〜1998年までの楽曲を集めたベストアルバムで、『Disc-1』には主にファンの投票により選ばれた18曲を収録し、さらに『Disc-2』では、メンバーによる大幅にリミックスとリアレンジをした5曲を追加した、CD2枚組の全23曲入りの作品となっている。

## 収録曲

### DISC-1
1. Queen -piano instrumental-
  - 作曲:RIKA
2. ego -×∞「エゴノカタマリカタマリノエゴ」remix-
  - 作詞：KAZUSHI／作曲：RIKA
3. 白い闇
  - 作詞：KAZUSHI／作曲：SHONO
4. 不眠症 -insomnia-
  - 作詞：KAZUSHI／作曲：RAYZI

アルバム『MIND』収録バージョン。
5. アネモネ
  - 作詞：KAZUSHI／作曲：RAYZI
6. angel-fishの涙
  - 作詞：KAZUSHI／作曲：SHONO
7. 深空
  - 作詞：KAZUSHI／作曲：RIKA
8. 冷たい太陽
  - 作詞：KAZUSHI／作曲：RIKA
9. ever[blue]
  - 作詞：KAZUSHI／作曲：RIKA

アルバム『CHILDREN』収録バージョン。
10. Cry for the moon -live version-
  - 作詞・作曲：KAZUSHI
11. 蜃気楼 -a cappella version-
  - 作詞：KAZUSHI／作曲：SHONO

4thシングル「月の素顔」に収録されていた、カップリング曲のアカペラバージョン。
12. 望遠鏡
  - 作詞：KAZUSHI／作曲：RIKA
13. Promise
  - 作詞：KAZUSHI／作曲：SHONO
14. 飼い猫 -remix version-
  - 作詞・作曲：KAZUSHI
15. Pa・ra・no・i・a
  - 作詞：KAZUSHI／作曲：RIKA

2ndシングル「insomnia」のカップリング曲として収録された、再録バージョン。
16. endless loop
  - 作詞：KAZUSHI／作曲：RIKA
17. ゆめはまたゆめ
  - 作詞：KAZUSHI／作曲：RAYZI
18. 月の素顔 -orchestra version-
  - 作曲：RIKA

4thシングルの別バージョン。

### DISC-2
1. 時間軸上のアリア -orchestra version-
  - 作曲：SHONO
2. 菜食主義者の肉食動物 -remix version-
  - 作詞：KAZUSHI／作曲：RIKA
3. プロトタイプな凍えた雨と、痂だらけの羊達 -remix version-
  - 作詞：KAZUSHI／作曲：RIKA
4. 蟻とチョコレート -remix version-
  - 作詞：KAZUSHI／作曲：RAYZI
5. 理想郷 -acoustic version-
  - 作詞：KAZUSHI／作曲：RIKA

シークレットトラックとして、8分45秒から「Queen」のライブ音源が収録されている。